# Hochzeiger
De Hochzeiger is een 2560 m.ü.A. hoge berg in de Ötztaler Alpen in de Oostenrijkse deelstaat Tirol.
De berg ligt ten oosten van Jerzens in het Pitztal in de Geigenkam, een subgroep van de Ötztaler Alpen. Het 2302 meter hoge Niederjöchl scheidt de top van de noordelijker gelegen Sechszeiger (2392 m.ü.A.). In de bergkam die naar het westen verloopt ligt de Zollberg (2225 m.ü.A.). Naar het oosten is de dichtstbijzijnde top de Schwendtkopf (2605 m.ü.A.).
Vanaf het bergstation van de Hochzeigerbahn op de Jerzer Alpe (2000 m.ü.A.) in het noordwesten lopen meerdere routes via onder andere het Niederjöchl naar de top van de berg. In de winter zorgt de gondelbaan Hochzeigerbahn vanuit Liss (gemeente Jerzens) voor een verbinding met de pistes op de flanken van de Hochzeiger. Nabij de Jerzer Alpe begint bovendien de Rotmoosbahn die tot vlak onder de top van de Hochzeiger voert.,